# Henri
Henri [ɑ̃.ʁi] ist ein männlicher Vorname und ein Familienname.

## Herkunft und Bedeutung
→ Hauptartikel: Heinrich
Henri ist die französische Form des Vornamens Heinrich.

## Verbreitung
Zu Beginn des 20. Jahrhunderts zählte Henri in Frankreich zu den beliebtesten Jungennamen. Erst im Jahr 1926 verließ er die Top-10 der Vornamenscharts. Seine Popularität sank erst langsam, um das Jahr 1970 stärker. Von der Mitte der 1970er bis in die 1990er Jahre hinein blieb der Name auf ähnlichem Niveau um Rang 200 der Vornamenscharts. In den 2000er Jahren sank die Beliebtheit des Namens erneut, bis er im Jahr 2009 mit Rang 369 einen neuen Tiefpunkt erreichte. Danach wurde der Name wieder etwas häufiger vergeben. Zuletzt belegte er Rang 200 der Vornamenscharts.
Demgegenüber erfreut sich der Name in Québec großer Beliebtheit. Seit 2009 gehört er zu den 100 meistvergebenen Jungennamen der Provinz. Im Jahr 2021 belegte er Rang 23 der Hitliste.
In Belgien gehört der Name seit 2015 zu den 100 beliebtesten Vornamen für Jungen. Im Jahr 2020 trat er mit Rang 48 in die Top-50 der Vornamenscharts ein.

## Namensträger

### Vorname
- Henri Armand, französischer Automobilrennfahrer
- Henri Battilani (* 1994), italienischer Skirennläufer
- Henri Becquart (1891–1953), französischer Politiker
- Henri Bergson (1859–1941), französischer Philosoph
- Henri de Luxembourg, duc de Piney (1583–1616), französischer Adliger
- Henri Coppens (1930–2015), belgischer Fußballspieler und -trainer
- Henri Costilhes (1916–1995), französischer Diplomat
- Henri Deloncle (1861–1898), französischer Journalist
- Henri Dorgères (1897–1985), französischer Politiker und Bauernvertreter
- Henri Dutilleux (1916–2013), französischer Komponist
- Henri Fabre (1876–1969), französischer Journalist
- Henri Farman (1874–1958), französischer Radsportler, Pilot und Luftfahrtunternehmer
- Henri Fournier (1871–1919), französischer Rennfahrer
- Henri Gaudier-Brzeska (1891–1915), französischer Bildhauer
- Henri Gout (1876–1953), französischer Politiker
- Henri Willem Hoesen (1885–1970), niederländischer Arzt
- Henri-Antoine Jacques (1782–1866), französischer Pflanzen- und Rosenzüchter, Botaniker und Taxonom
- Henri Kavilo (* 1999), finnischer Skispringer
- Henri de Kérillis (1889–1958), französischer Militär und Politiker
- Henri Lang (1895–1942), französischer Ingenieur, Direktor der Staatsbahn SNCF
- Henri Leconte (* 1963), französischer Tennisspieler
- Henri Lichtenberger (1864–1941), französischer Germanist und Hochschullehrer
- Henri (Luxemburg) (* 1955), Großherzog von Luxemburg
- Henri Magne (1953–2006), französischer Rallyefahrer
- Henri Matisse (1869–1954), französischer Maler und Grafiker
- Henri Mertz (1919–1999), französischer Lehrer und elsässischer Mundartdichter
- Henri Meschonnic (1932–2009), französischer Lyriker, Sprachtheoretiker und Übersetzer
- Henri Michel (1900–1976), belgischer Journalist
- Henri Nannen (1913–1996), deutscher Verleger und Publizist
- Henri Poincaré (1854–1912), französischer Mathematiker, Physiker und Philosoph
- Henri Sellier (1883–1943), französischer Politiker und Städteplaner
- Henri Stoffel (1883–1972), französischer Automobilrennfahrer
- Henri van Straelen (1903–2004), niederländischer römisch-katholischer Theologe
- Henri de Toulouse-Lautrec (1864–1901), französischer Maler und Grafiker
- Henri Trébor (1901–1969), französischer Automobilrennfahrer
- Henri Troyat (1911–2007), französischer Schriftsteller
- Henri Émile Vollet (1861–1945), französischer Maler
- Henri Winkelman (1876–1952), niederländischer General

### Familienname
- Adrian Henri (1932–2000), britischer Dichter
- Florence Henri (1893–1982), US-amerikanische Fotografin
- François Henri (1903–1980), französischer Radrennfahrer
- Pierre Henri († 1822), französisch-amerikanischer Miniaturporträtmaler
- Pierre Jean Paul Henri (1848–1907), französischer Offizier
- Robert Henri (Robert Henri Cozad; 1865–1929), US-amerikanischer Maler
- Victor Henri (1872–1940), französischer Physiologe und Psychologe